# Frederik Christian Kaas (1727-1804)
 Der er flere personer med dette navn, se Frederik Christian Kaas.
Frederik Christian Kaas (født 1. december 1727 i København, død 28. marts 1804 sammesteds) var en dansk søofficer og godsejer, bror til Ulrik Christian Kaas og far til Henriette Danneskiold-Samsøe.
Frederik Christian Kaas var søn af admiral Ulrik Kaas (død 1746), indtrådte i Marinen som sekondløjtnant 1747, blev premierløjtnant 1753, kaptajnløjtnant 1755, kaptajn 1758, kommandørkaptajn 1767, kommandør 1775, kontreadmiral 1781, viceadmiral 1790 og virkelig admiral 1800. 1772 blev han kammerherre.
Straks efter sin udnævnelse til officer bestemtes han til at studere skibskonstruktion, hvorfor han indtrådte som auskultant i konstruktionskommissionen og samtidig undervistes af overskibsbygmester Anders Thuresen. 
1752-56 rejste han sammen med løjtnant Frederik Michael Krabbe i udlandet for at studere; de besøgte England, Frankrig, Italien – det sidste land for at sætte sig ind i bygningen af galejer – og Holland. 
1756 havde han sin første chefskommando, fregatten Hvide Ørn i admiral Hans Henrik Rømelings eskadre. 1757 indgav han og Krabbe tegning til en fregat konstrueret efter nye principper. Med kommandør Adam Frederik Lützow deltog han samme år i en Middelhavsrejse med orlogsskibet Island; både chef og næstkommanderende døde om bord, og Kaas hjemførte derefter skibet. 1757-64 var han chef for forskellige fregatter, mest i Middelhavet. 
7. januar 1765 blev han gift på Constantinsborg med Sophie Elisabeth Charisius (født 25. januar 1743 død 9. september 1769), datter af konferensråd Constantin August Charisius til Constantinsborg (født 1712 død 1776) og Kirstine født baronesse Güldencrone. 1765-66 var han på en diplomatisk sendelse til Marokko, 1769 chef for linjeskibet Mars. 
11. september 1771 indtrådte han i Bøstrup Kirke i ægteskab med Edele Sophie Kaas (født 10. maj 1747 død 22. oktober 1800), datter af generalmajor Otto Ditlev Kaas (1719-1778) og Dorothea Sophie von Eickstedt (1714-1764). Samme år afløste han admiral Gaspard Frédéric de Fontenay som chef for Søkadetkorpset; i denne stilling forblev han til 1781, da han udnævntes til Holmens chef som overekvipagemester. Som sådan virkede han med dygtighed til 1792. Af en længere redegørelse af ham for hans virksomhed på Holmen  fremgår det, at han fik Orlogsværftet, som ved alt for knappe pengebevillinger var kommet en del i forfald, kendelig oparbejdet, derimod ikke, at resultatet vistnok for en stor del skyldtes den talentfulde fabrikmester Henrik Gerner. 
1792 afgik Kaas fra Holmen og blev 3. militærdeputeret i Admiralitets- og Kommissariatskollegiet. 1794 avancerede han til 2. og 1796 til 1. deputeret. 1795 og 1796 var han tillige chef for eskadrer, som til neutralitetens beskyttelse opererede i Østersøen sammen med svenske eskadrer.
Med sin anden hustru fik han Nedergaard på Langeland. Han blev hvid ridder 1780 og døde 28. marts 1804. 
Han er begravet i Bråby Kirke. Der findes et maleri af Peder Als 1752 (Frederiksborgmuseet, tidligere fejlagtigt ansat for et portræt af broderen) samt malerier af Jens Juel (Orebygård, Nedergård, Nysø og Gisselfeld) og en pastel.